# USLTA Sarasota 1973
Lo USLTA Sarasota 1973 è stato un torneo di tennis giocato sulla terra rossa. È stata la 1ª edizione dello USLTA Sarasota, che fa parte del Women's International Grand Prix 1973. Si è giocato a Sarasota negli USA, dal 2 all'8 aprile 1973.

## Campionesse

### Singolare
Chris Evert ha battuto in finale  Evonne Goolagong con il punteggio di 6–3, 6–2

### Doppio
Patti Hogan /  Sharon Walsh hanno battuto in finale   Martina Navrátilová /  Marie Neumannová con il punteggio di 4–6, 6–0, 6–3